# Turraea obovata
Turraea obovata là một loài thực vật có hoa trong họ Meliaceae. Loài này được Gürke miêu tả khoa học đầu tiên.